# Wrigley Field
Il Wrigley Field, conosciuto anche come The Friendly Confines o Cubs Park, è uno stadio di baseball situato a Chicago nello Stato dell'Illinois, Stati Uniti. Ospita gli incontri casalinghi dei Chicago Cubs, squadra che milita nella Major League Baseball (MLB) ed è il secondo stadio più vecchio tuttora in uso dietro al solo Fenway Park di Boston.
Costruito nella periferia a nord della città più precisamente nella zona chiamata Lakeview, è considerato uno degli impianti più belli e affascinanti del mondo per via della sua storia e delle sue particolarità. Negli anni ha subito diversi restauri e interventi di manutenzione avvenuti sulla struttura originale eretta nel 1914.
Occasionalmente viene utilizzato per concerti e in passato ha ospitato partite di football, hockey e calcio.
È stato omaggiato nel film The Blues Brothers; il protagonista Elwood usa proprio 1060 West Addison come indirizzo per falsificare la sua patente.

## Storia
Progettato inizialmente dall'architetto Zachary Taylor Davis su commissione di Charles Weeghman, proprietario della squadra di baseball dei Chicago Whales militante nella vecchia Federal League, lo stadio è stato inaugurato il 23 aprile del 1914 con il nome di Weeghman Park e ospitò i Whales solamente per un paio di stagioni prima che la lega venne sciolta perché ritenuta di concorrenza, troppo piccola ed economicamente poco sviluppata per competere contro le due leghe maggiori, l'american e la national.
Durante i mesi successivi Weeghman, che nel frattempo era rimasto orfano di una squadra, organizzò una cordata per acquistare una delle due formazioni della città che militava nelle serie maggiore, i Chicago Cubs. Tra i nuovi investitori c'era anche l'imprenditore e fondatore di un'azienda produttrice di gomme da masticare William Wrigley Jr. che successivamente nel 1918 divenne unico proprietario della squadra e decise di cambiare il nome dello stadio due volte. Tra il 1920 e il 1926 era conosciuto come Cubs Park e a partire dal novembre del 1926 divenne definitivamente Wrigley Field.

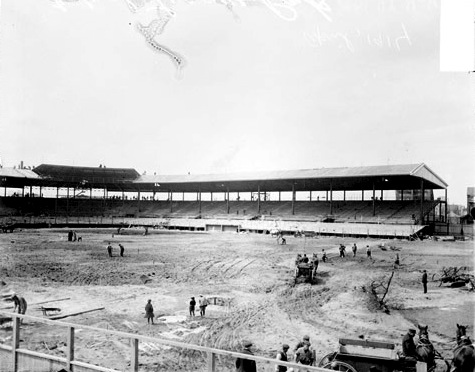
Il cantiere dello stadio poco prima che venisse inaugurato con il nome di Weeghman Park nel 1914.

## Ristrutturazioni e lavori di ampliamento
Considerato che la location e la struttura dello stadio sono rimaste quelle originali dal giorno della sua apertura, con il passare degli anni ha dovuto subire parecchi interventi di ristrutturazione ed espansione. 
I primi lavori risalgono al 1922 e vennero aggiunti svariati posti a sedere lungo tutto il perimetro del campo. 
Prima dell'inizio delle stagioni 1927 e 1928 si costruirono ulteriori gradinate in cemento sulla struttura già esistente dietro casa base, andando a formare uno stadio su due piani che durante le stagioni successive fece registrare nuovi record di affluenza per gli stadi della Major League. 
Nel 1937 si decise di intervenire sulla parte esterna del campo, il cosiddetto outfield, fino al momento poco coinvolto in cambiamenti di rilievo. Per volere del general manager di allora Bill Veeck, si cosparse il muro esterno che delimita il campo di gioco con dell'edera tuttora piantata (caratteristica unica per uno stadio di baseball), si costruirono gradinate in cemento che sostituirono le vecchie in legno e infine venne installato un nuovo tabellone segnapunti con il caratteristico orologio al centro che viene usato ancora oggi. 

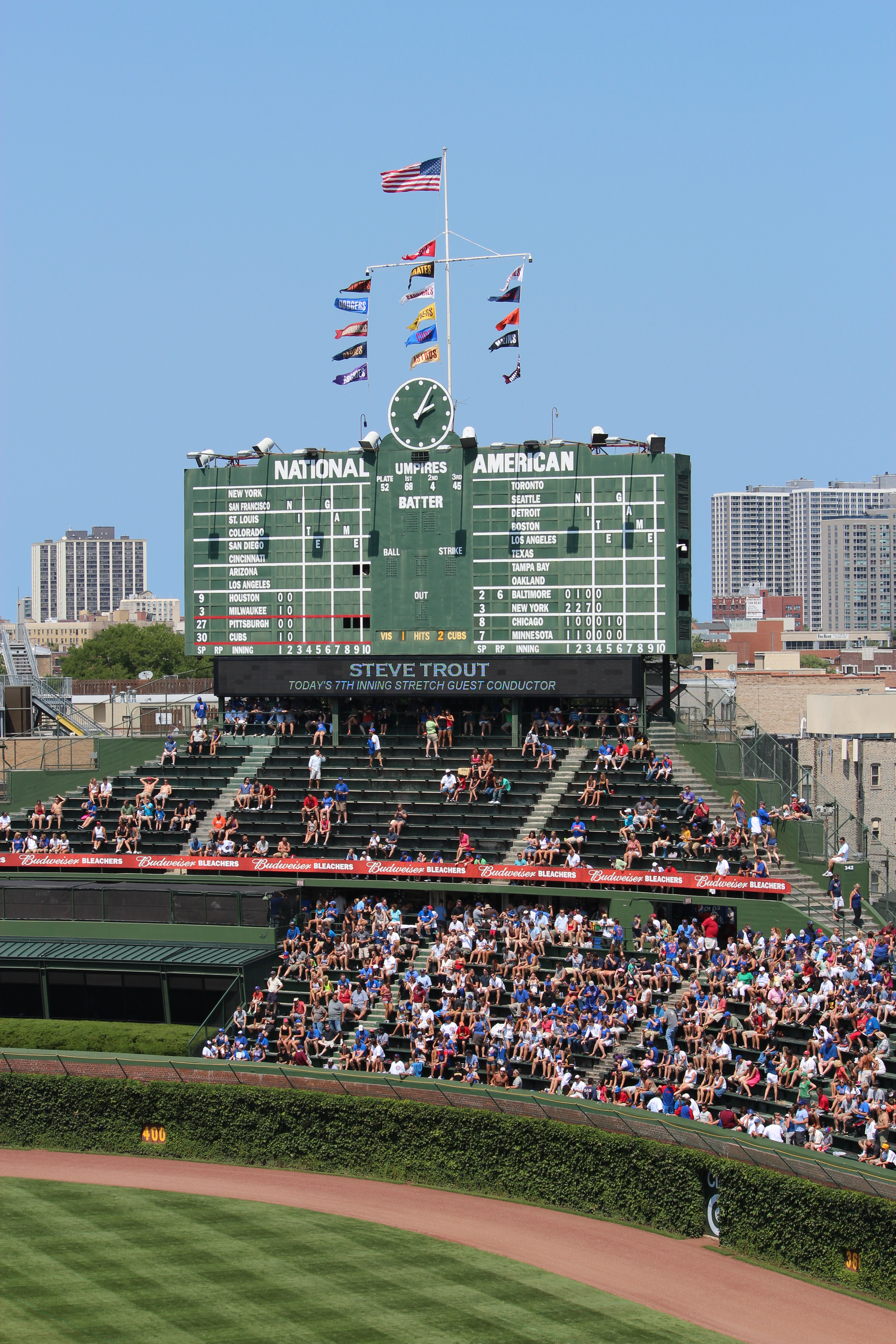
Il tabellone segnapunti con l'orologio al centro.

Intorno al 1942 si pensò di installare dei fari per giocare partite in notturna. Questo progetto non andò mai a buon fine perché durante la seconda guerra mondiale il proprietario di allora decise di donare il materiale necessario per la costruzione all'esercito americano. Solamente in tempi più recenti, precisamente nel 1988 e dopo molte battaglie tra squadra, tifosi e la città di Chicago, si installò un impianto di illuminazione notturno e la prima partita dopo il tramonto si giocò il 9 agosto 1988 e vide i Chicago Cubs vincere con il punteggio di 6 a 4 contro i New York Mets.
Nel 2005 si lavorò ancora sulle gradinate nell'outfield aggiungendo ulteriori 1900 posti. Questo ampliamento venne accolto malvolentieri dalla città e dai tifosi perché cancellò le ultime tracce rimanenti dell'impianto originale, più precisamente vennero eliminati i mattoni che delimitavano il campo esterno venduti poi singolarmente come souvenir ai cittadini e tifosi.
Nel 2007 venne sostituita l'erba del campo di gioco perché ritenuta una delle peggiori di tutta la lega. Venne abbassato il livello del campo di qualche centimetro e vennero costruiti dei canali di scolo ai bordi per facilitare il drenaggio dell'acqua e così ridurre il tempo di attesa nelle eventuali partite sospese per pioggia. Venne anche installato un nuovo sistema di innaffiamento del manto erboso andando a sostituire quello originale presente dal 1935.

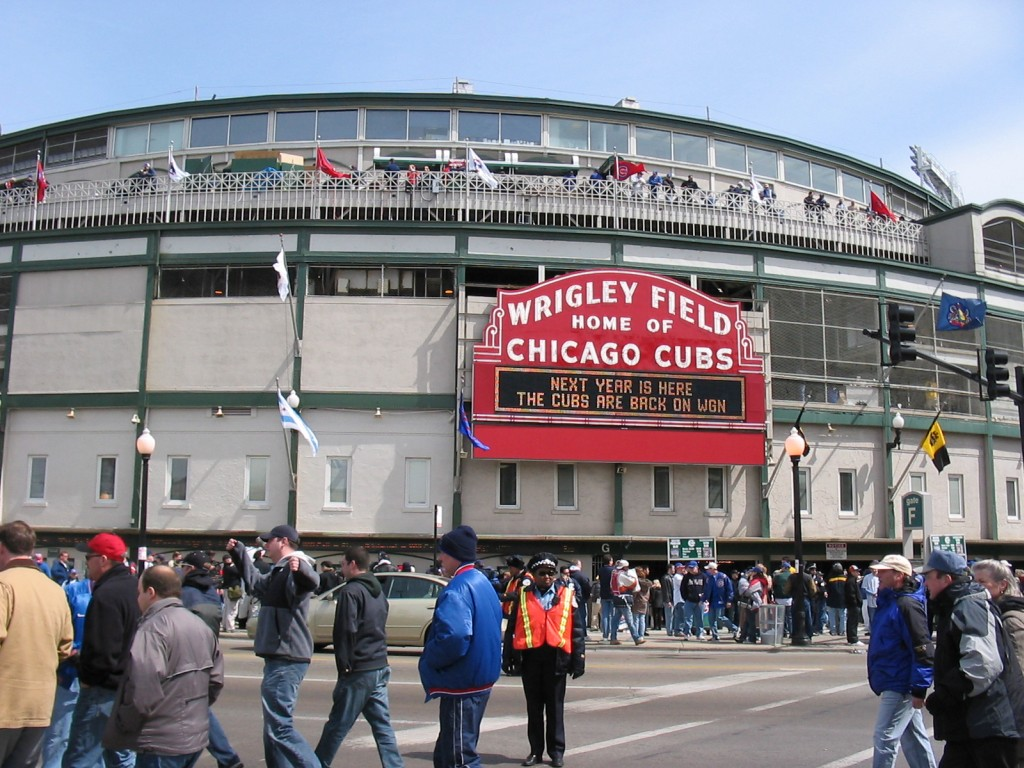
La storica insegna rossa all'ingresso principale dello stadio.

La ristrutturazione più recente è stata programmata a partire dal 2014 per concludersi entro il 2019, prenderà il nome di "1060 Project" e sarà il più grosso intervento di modifica mai eseguito. I lavori verranno effettuati principalmente durante i mesi in cui il campionato è fermo e le aree interessate saranno le gradinate nonché la struttura interna degli spogliatoi, degli uffici dirigenziali, della sala stampa e dell'intrattenimento dei tifosi. Verranno installati nuovi video-tabelloni, restaurata la storica insegna rossa all'entrata principale e create aree di intrattenimento adiacenti allo stadio.

## Capienza
Di seguito viene riportata la capienza dello stadio durante i rispettivi anni:
- 14.000 (1914)
- 15.000 (1915-1922)
- 20.000 (1923-1926)
- 38.396 (1927)
- 40.000 (1928-1937)
- 38.396 (1938)
- 38.000 (1939-1940)
- 38.396 (1941-1948)
- 38.690 (1949-1950)
- 36.755 (1951-1964)
- 36.644 (1965-1971)
- 37.702 (1972)
- 37.741 (1973-1981)
- 37.272 (1982-1985)
- 38.040 (1986)
- 38.143 (1987-1988)
- 39.600 (1989)
- 38.711 (1990-1993)
- 38.765 (1994-1997)
- 38.884 (1998-2000)
- 39.059 (2001)
- 39.111 (2002-2003)
- 39.345 (2004)
- 39.538 (2005)
- 41.118 (2006)
- 41.160 (2007-2008)
- 41.210 (2009-2010)
- 41.159 (2011)
- 41.009 (2012)
- 41.019 (2013)
- 41.072 (2014)
- 40.929 (2015)
- 42.441 (durante i playoff del 2015)
- 41.268 (2016-oggi)

## Caratteristiche e segni distintivi
- Edera

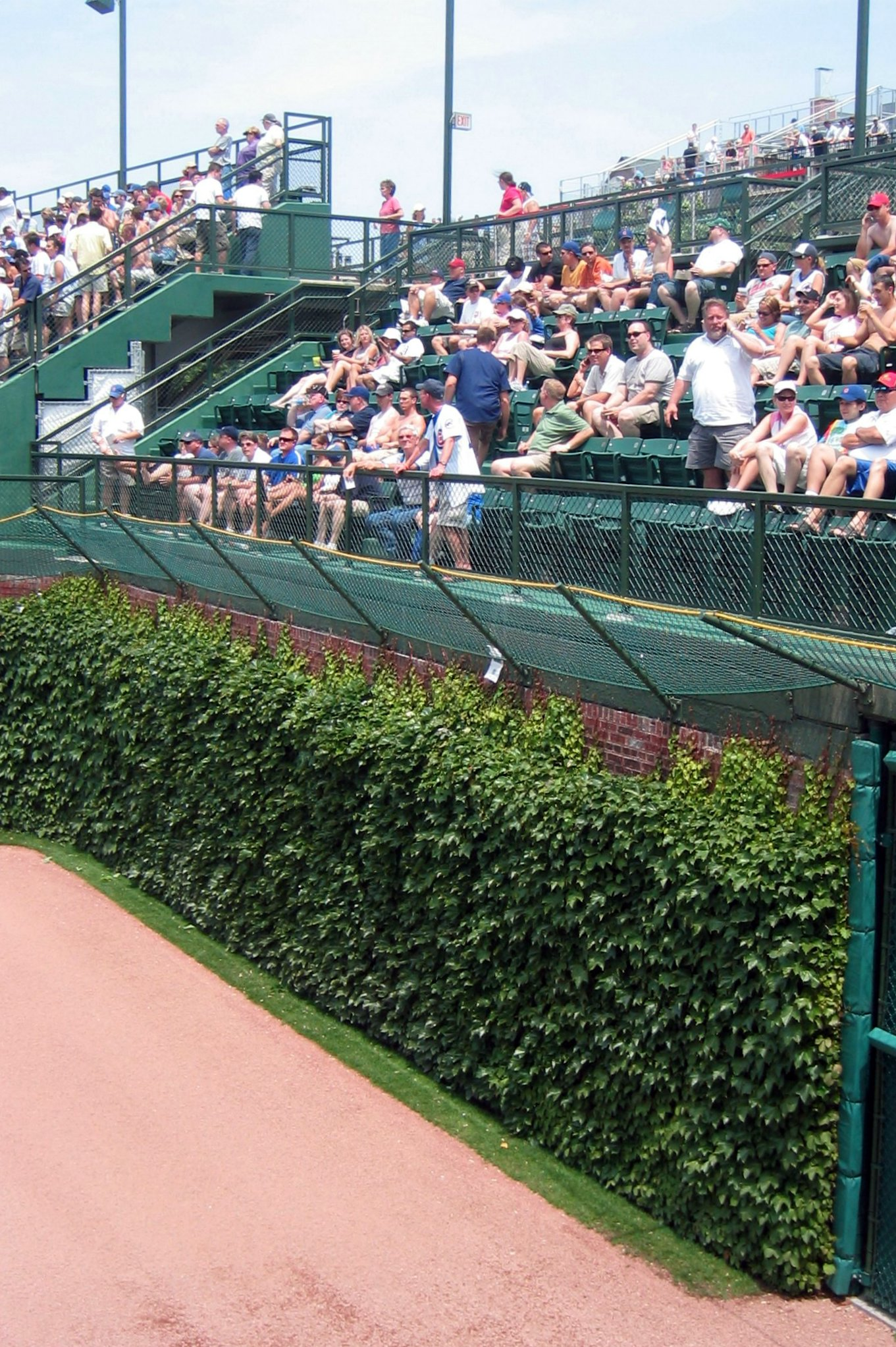
L'edera piantata sul campo di gioco dal 1937.

Una delle caratteristiche che distingue il Wrigley Field è la presenza di edera sul muro che delimita il campo esterno di gioco. Viene piantata qualche settimana prima dell'inizio del campionato e durante le partite iniziali si può notare che le foglie non sono ancora del tutto maturate; si crea così un particolare effetto visivo insieme al colore dei mattoni sottostanti che nel corso della stagione svanisce e lascia spazio al verde caratteristico della pianta che coprirà tutto il muro. Sporadicamente capita che la pallina battuta dai giocatori vada persa all'interno di essa e in questo caso si fa riferimento alla regola del ground-rule double consistente nel avanzamento del battitore coinvolto di due basi.
- Rooftop Seats

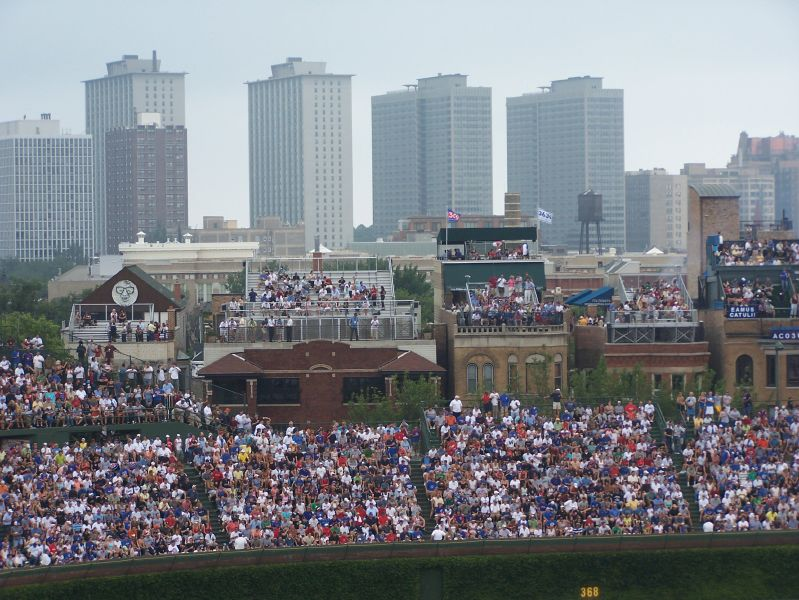
Al centro si possono notare le tribune aggiunte sopra ai tetti delle case.

I cosiddetti "Rooftop Seats", letteralmente "le sedie sul tetto". Lo stadio sorge nel mezzo di un quartiere residenziale e i tetti delle case circondanti vengono usati come tribune. Tradizione che appartiene a Wrigley Field dai primi anni della sua vita, è nata come passatempo dai rispettivi inquilini che durante le partite salivano sul tetto della propria abitazione per godere di una visuale unica mentre dall'inizio degli anni '80 è diventato un vero business; i visitatori pagano un biglietto per seguire le partite dalle terrazze che sono state abbellite grazie alla costruzione di bar, ristoranti, schermi digitali, tendoni e piccole gradinate. Attualmente è stato stipulato un contratto tra i proprietari degli stabili e la società dei Cubs che riceverà il 17% dei profitti provenienti dai Rooftop Seats fino al 2023.
- Tabellone Segnapunti

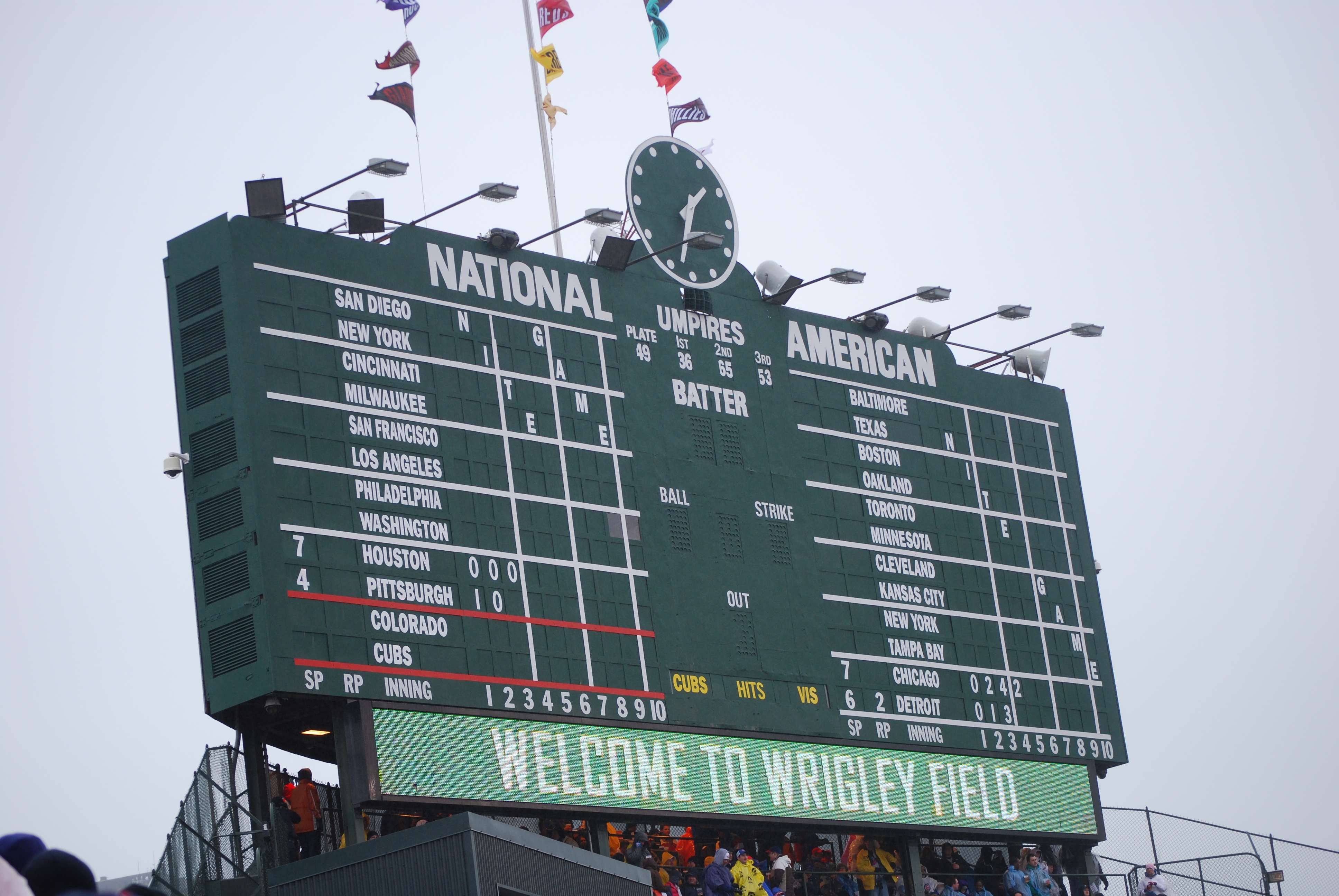
Il tabellone segnapunti ritratto nel 2009. In basso si può notare uno schermo elettronico installato in tempi recenti.

Nello stadio è presente un tabellone segnapunti che viene azionato manualmente durante le partite, è attivo dal 1937 (anno in cui è stato installato durante i lavori di ampliamento) ed è posizionato sopra le tribune centrali dell'outfield. I numeri che indicano il punteggio e le scritte delle squadre sono dipinti con della vernice bianca sopra ad una placca metallica di colore verde e vengono aggiornati da un operatore che ha accesso al tabellone tramite una porta posizionata alla base. Negli anni ha subito pochi interventi di manutenzione e nel 1941 è stato aggiunto l'orologio che non ha mai perso l'ora esatta in 80 anni di lavoro.

## Usi secondari

Lo stadio durante un concerto di Paul McCartney nel 2011.

L'impianto ha molteplici usi e viene utilizzato anche per eventi al di fuori di partite di baseball. Spesso vengono organizzati concerti anche se sono accolti malvolentieri dagli abitanti del quartiere per via delle luci accese e del rumore che proviene dallo stadio. In passato ha ospitato incontri di football, calcio e partite di hockey.
- Alcuni degli artisti che si sono esibiti sono Elton John, Paul McCartney, Roger Waters, gli AC/DC, Bruce Springsteen, i Pearl Jam, Blake Shelton, Billy Joel, Jason Aldean, Lady Gaga e i Foo Fighters.

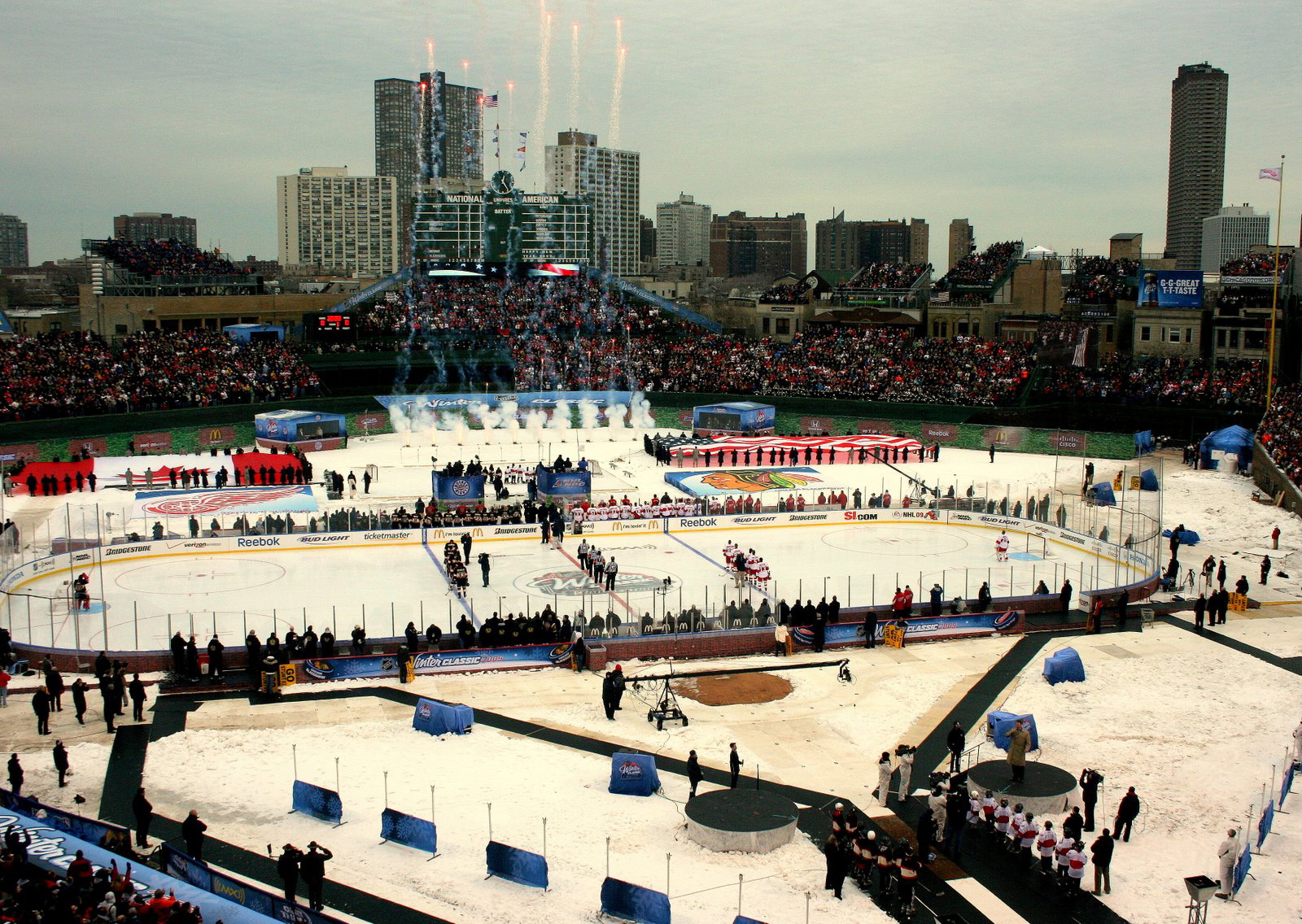
L'edizione del Winter Classic nel 2009.

- Il 1º gennaio 2009 la National Hockey League (NHL) giocò qui la seconda partita della serie Winter Classic, partita valevole per la regular season che vide protagonisti i padroni di casa Chicago Blackhawks perdere 4 reti a 6 contro i Detroit Red Wings. In occasione della partita la NHL trasformò il campo installando una pista da hockey regolamentare e all'esterno dello stadio allestì la cosiddetta "Spectator Plaza" che servì per la vendita di biglietti, ospitare concerti dal vivo, giochi a tema, sculture di ghiaccio ed altre forme di intrattenimento come contorno all'evento. In totale gli spettatori furono 40.818

- Tra il 1921 e il 1970 lo stadio è stato la casa dei Chicago Bears, squadra di football americano militante nella NFL che ha scritto le prime pagine della sua storia su questo campo. A partire dalla stagione 1971 si è trasferita nel nuovo Soldier Field.

- Il 22 luglio 2014 ospitò la prima partita della AS Roma, in tournée negli USA, contro lo Zaglebie Lubin. Poche ore dopo ha ospitato invece il match tra Chelsea e PSG.
- La squadra calcistica dei Chicago Sting, che militava nella North American Soccer League (NASL), ha usato il Wrigley Field come campo casalingo durante le partite di campionato degli anni '70 e '80.

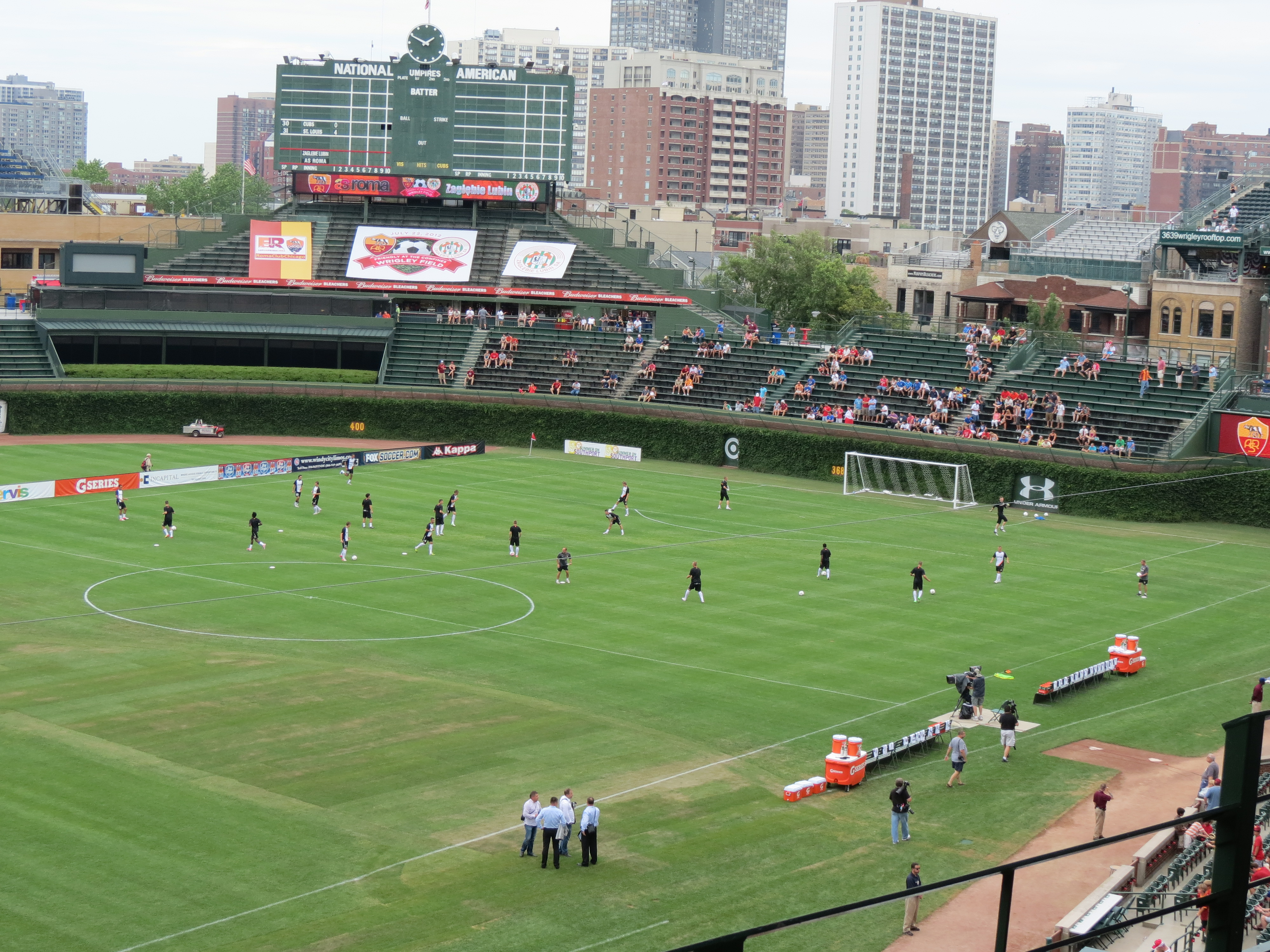
Wrigley Field in modalità calcistica.